# Bound Skerry

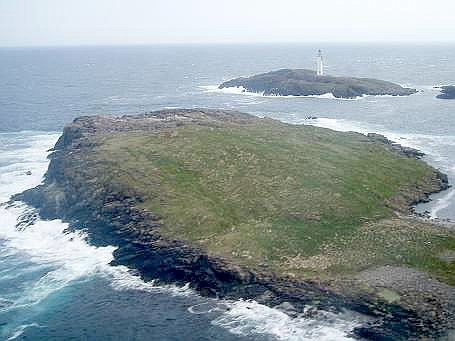
Blick über Grunay auf Bound Skerry mit dem Leuchtturm.

Bound Skerry ist eine unbewohnte Insel im Osten der Out Skerries, einer Inselgruppe, die zu den Shetlands zählt. Sie markiert zugleich den östlichsten Punkt Schottlands, Zu Bound Skerry gehören zwei Halbinseln, Tamma Skerry im Süden sowie Little Bound Skerry im Nordwesten. Auf der Insel steht das Out Skerries Lighthouse, ein 1858 fertiggestellter Leuchtturm, der seit 1971 als Listed Building der Kategorie B ausgewiesen ist und somit unter Denkmalschutz steht. Bis zu dessen Automatisierung 1972 lebten die Wärter des Turms auf der wenig südwestlich gelegenen Insel Grunay.